# Шаповалов, Лев Николаевич
Лев Никола́евич Шапова́лов (16 октября 1872, Москва — 30 декабря 1956, Москва) — русский, советский архитектор. Автор более 50 зданий в Крыму, среди которых «Белая дача» А. П. Чехова в Ялте. С 1913 года — городской архитектор Ялты.

## Биография
Родился 16 октября 1872 года в Москве.
В 1885 году поступил на архитектурное отделение Московского училища живописи, ваяния и зодчества.
В 1896 году окончил училище и получил чин классного художника архитектуры.
После окончания училища был приглашён помощником архитектора на строительство здания Московской консерватории на Большой Никитской улице, затем участвовал в строительстве Курского вокзала.
В 1898 году приехал на отдых в Крым, где познакомился с А. П. Чеховым. По просьбе писателя, Л. Н. Шаповалов спроектировал и построил для него дом, где сейчас расположен музей.
В 1913 году занял должность городского архитектора Ялты.
В 1898—1922 годах преподавал графику в женской гимназии города Ялты.
С 1939 годах Шаповалов являлся членом Московской организации Союза архитекторов СССР.
Умер 30 декабря 1956 года. Похоронен на Ваганьковском кладбище Москвы.

## Известные проекты

#### Звенигород
- 1902 — церковь Александра Невского в Звенигороде[6][7];

#### Ялта[8]
- 1898—1899 — дом А. П. Чехова;
- 1912 — вилла «Елена»;
- Здание театра (сейчас театр им. А. П. Чехова),
- пансион для неимущих больных «Яузлар»,
- Здание Общества взаимного кредита на ул. Виноградная (ныне улица Чехова),
- дом князя Ахмет-Гирея Чингиса,
- дом князя Леонида Ратиева,
- 1900 — актовый зал Ялтинский женской гимназии (ныне — школа № 5).
- Доработка дачи Кичкине (основной архитектор Тарасов Н. Г.), лестница к морю, декор фасадов в восточном стиле.

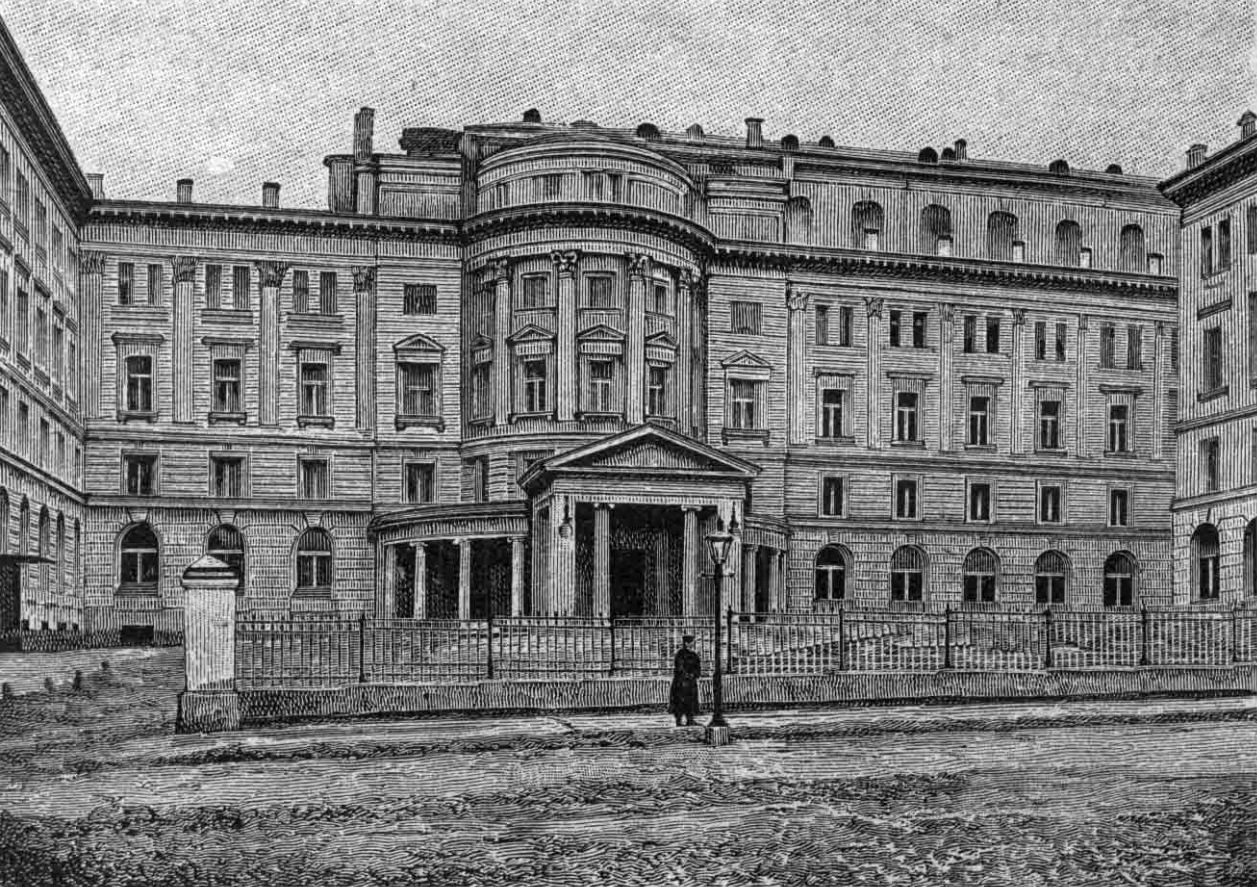
Здание Московской консерватории
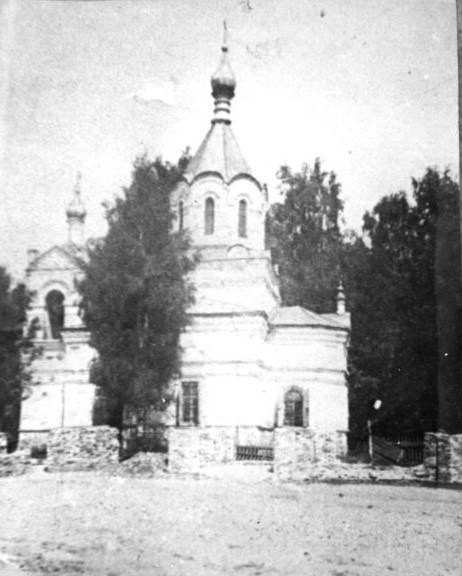
Церковь Александра Невского, улица Московская, 35, Звенигород, до сноса куполов, 1920-е
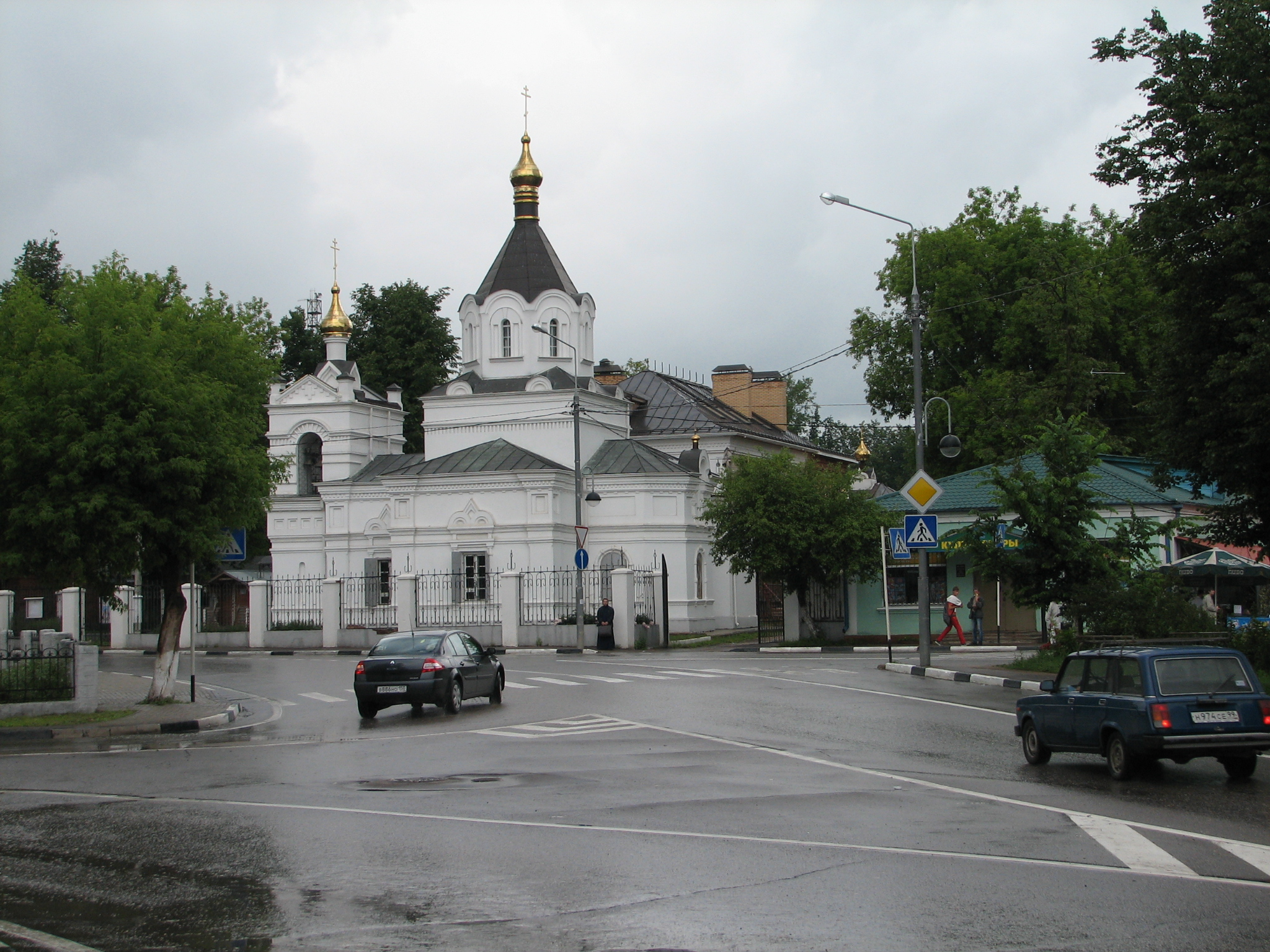
Церковь Александра Невского, улица Московская, 35, Звенигород, после восстановления
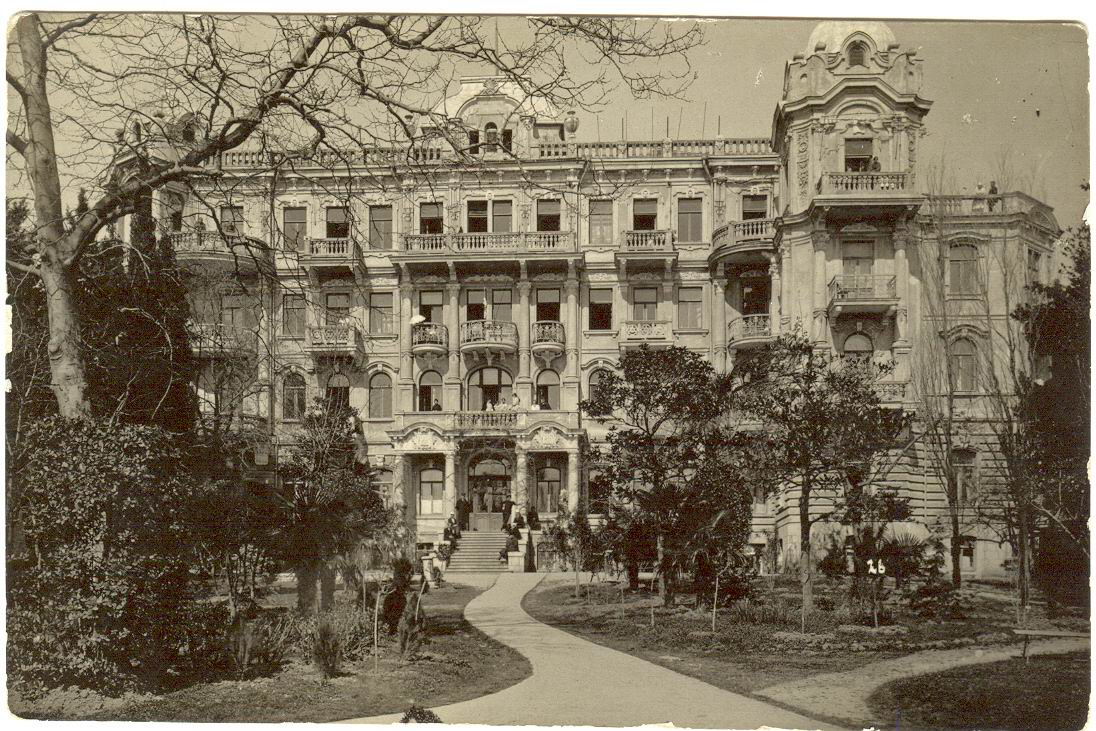
Вилла Елена, Ялта
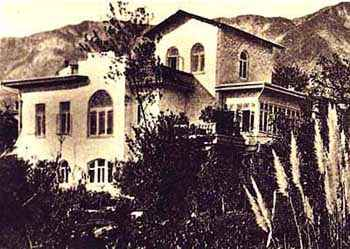
Дом А. П. Чехова (Белая дача), Ялта
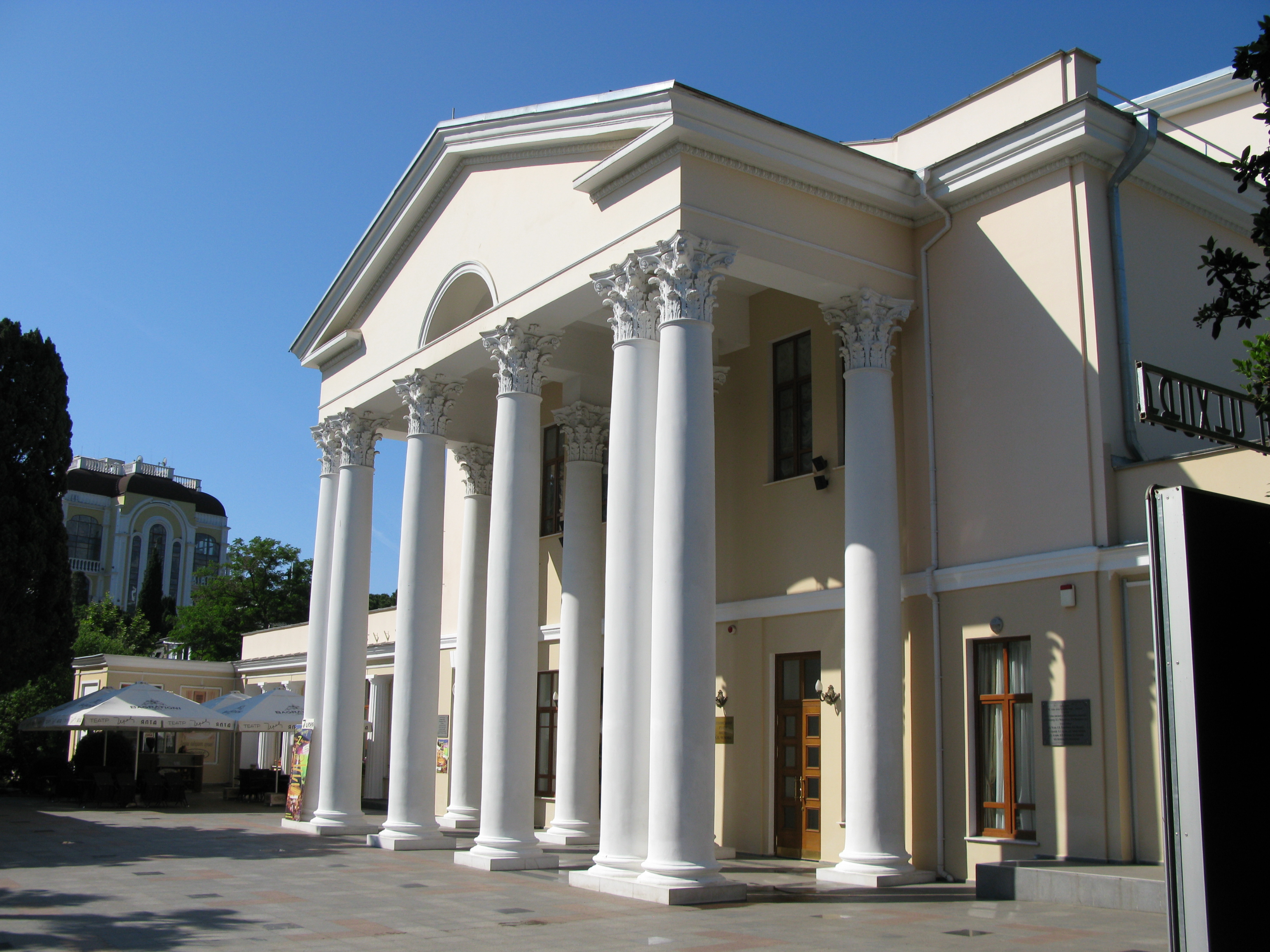
Здание городского театра им. А. П. Чехова. Улица Екатерининская, 13, литер "А", Ялта, Крым
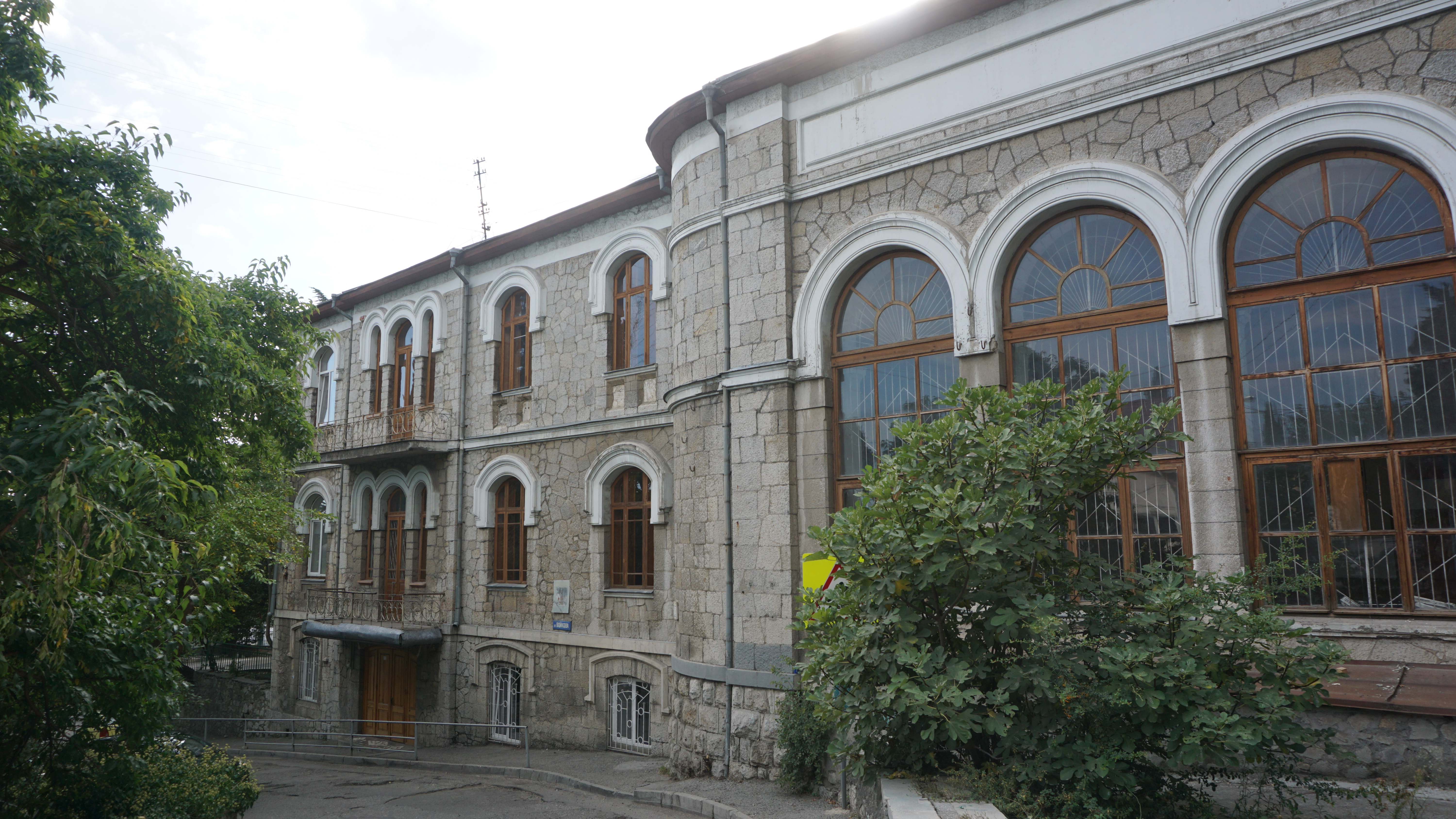
Актовый зал женской гимназии, (ныне школа №5), 1900 год, улица Войкова, 4, литер "А", Ялта, Крым
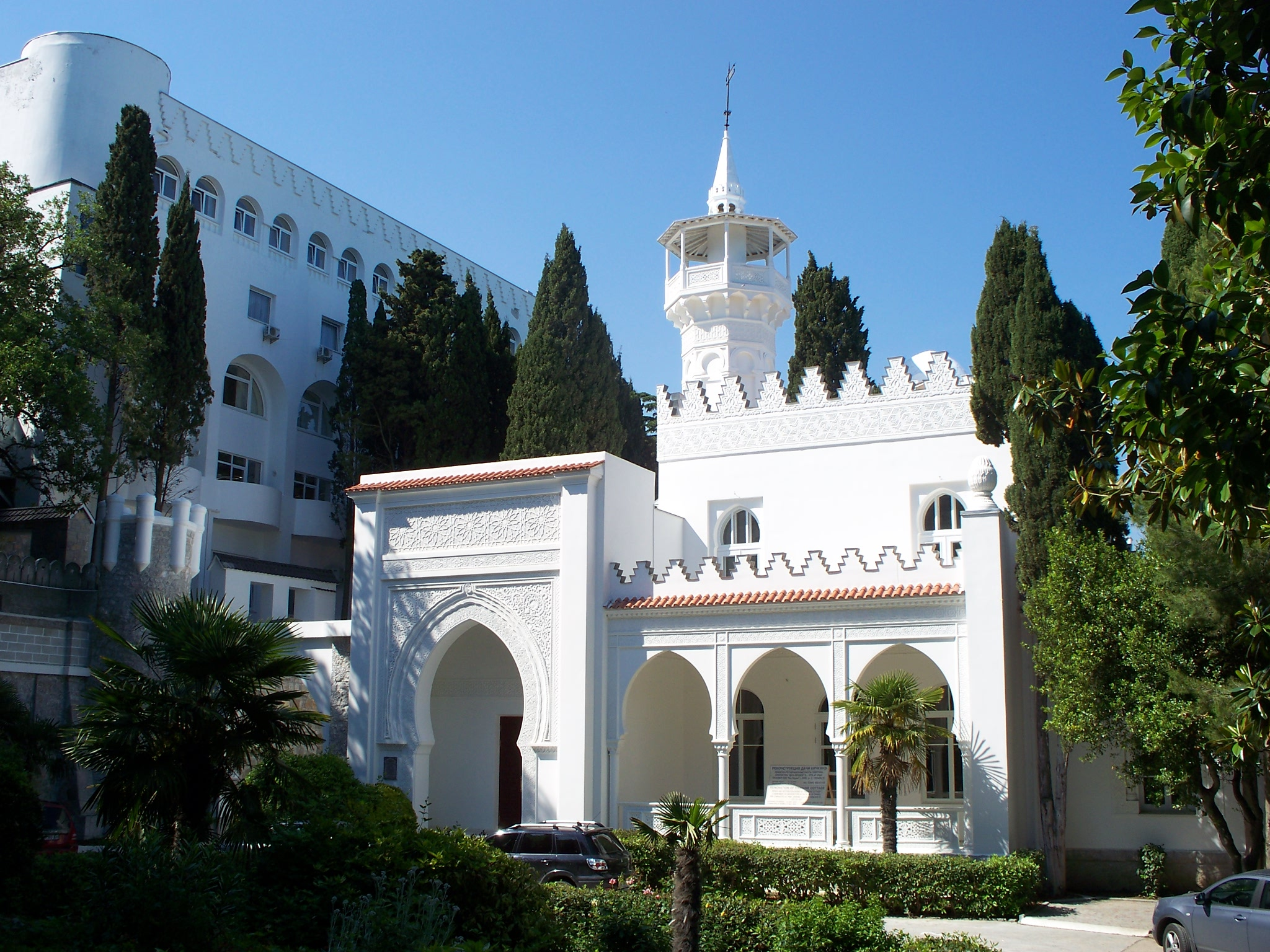
Дача Кичкине, основной проект Тарасова Н. Г., восточный декор фасадов